# Garbis Zakaryan
Garbis Zakaryan (* 2. Juni 1929 in Istanbul, Türkei; † 25. Januar 2020; Spitzname Büyük Garbis, deutsch „Großer Garbis“ und Demir Yumruk, deutsch „Eiserne Faust“) war ein türkischer Boxer armenischer Abstammung und der erste professionelle Boxer der Türkei.

## Leben
Zakaryan war armenischer Abstammung und studierte an der örtlichen armenischen Esayan-Schule in Istanbul. Sein Vater konnte wegen seines schlechten Gesundheitszustands nicht arbeiten und seine Mutter sicherte  durch Stricken den gesamten Unterhalt der Familie. Er verließ die Schule nach der 5. Klasse und begann als ein Zeitungsverkäufer zu arbeiten. 
Nach seiner Wettkampfkarriere arbeitete er als Boxtrainer, u. a. mit dem Europameister Cemal Kamacı. Er starb 2020 im Alter von 90 Jahren und wurde nach einer Trauerzeremonie in der armenischen Kirche Beyoğlu Üç Horan am 29. Januar auf dem armenischen Friedhof von Şişli in Istanbul beigesetzt.

## Boxkarriere
Seine Boxkarriere begann er 1944 mit der Teilnahme am Boğaziçi Turnuvası (Bosporus-Tournament). Daraufhin wurde er 1947 und 1948 in Istanbul Meister mit einem Kampfgewicht von 48 kg. 1949 vertrat er erstmals die Türkei gegen Spanien. Er war dabei mit der Mitgliedsnummer 3058 Angehöriger des Sportclubs Galatasaray Istanbul.
1950 wurde er der erste professionelle Boxer der Türkei. Er wurde im August 1953 Türkischer Meister im Weltergewicht und Im Juni 1964 Meister des Mittleren Ostens im Mittelgewicht. Seinen letzten Kampf bestritt er im April 1966.
Insgesamt bestritt er 42 Profikämpfe mit 28 Siegen, 5 Unentschieden und 9 Niederlagen.